# Bhangra

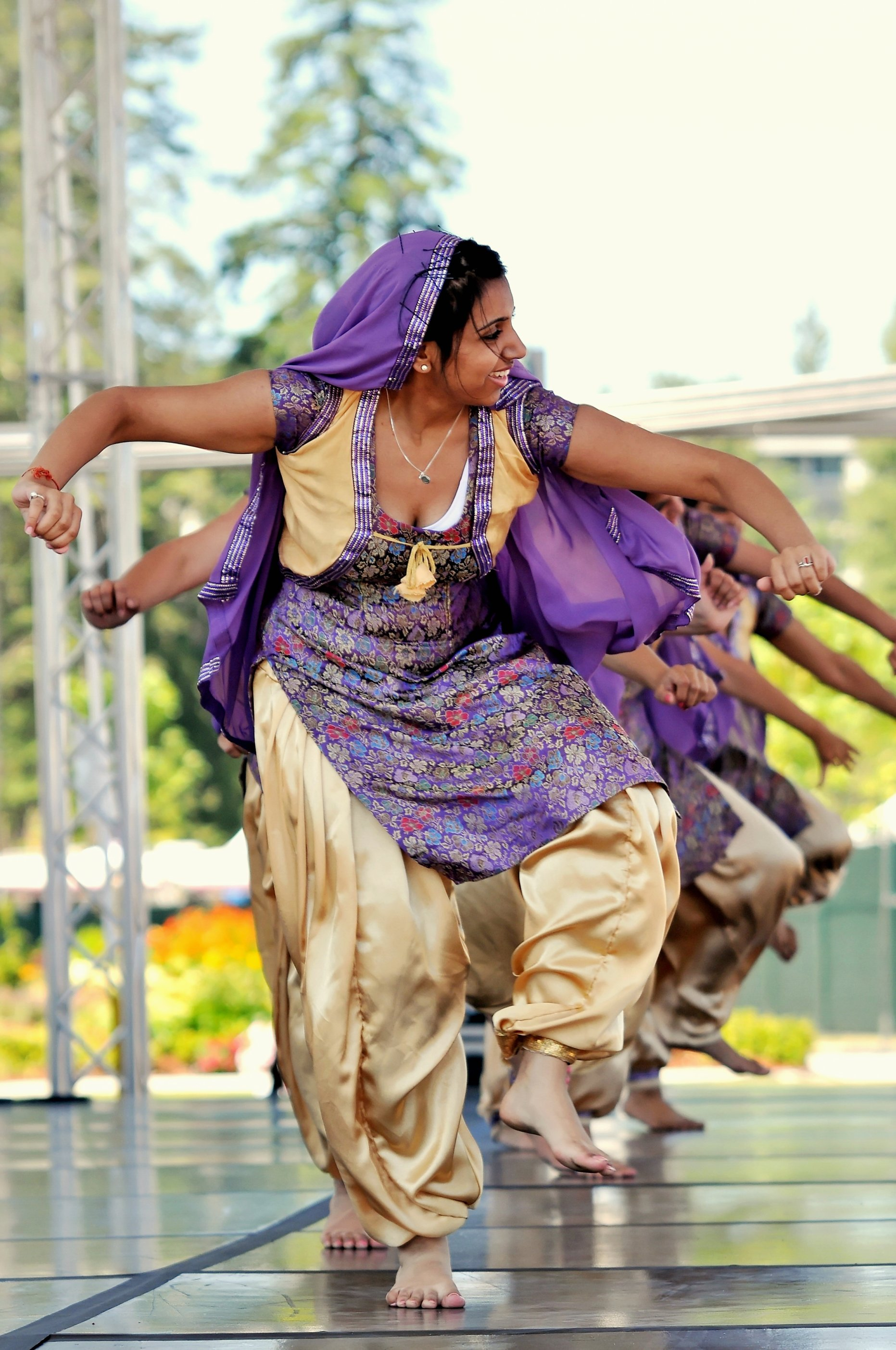
Danseuses de bhangra.

Le bhangra est un style de danse et de musique indienne ayant émergé de la région du Pendjab, en Inde. Il s'est développé dans la communauté indienne et pakistanaise vivant au Royaume-Uni. Le joueur de tabla Talvin Singh produit un bhangra mêlé de dance, tandis que Apache Indian (en) le mélange avec du raggamuffin.

## Caractéristiques
Elle est exécutée pour célébrer des occasions importantes telles que la moisson, les mariages etc. Typiquement accompagnée par des chants, elle a aussi comme caractéristique le battement du tambour dohol. De nos jours, le nom « bhangra » est surtout associé au type de musique qui utilise cette percussion. Un type de percussion de la même famille que le dhol, mais plus petit, le dholaki, est parfois employé à la place ou en complément du dhol. D'autres percussions, comme le tabla, y sont aussi employées de façon occasionnelle. La musique est couramment accompagnée de danse. Les paroles des chansons de bhangra traitent de célébration, d'amour, de patriotisme, ou des problèmes sociaux actuels.

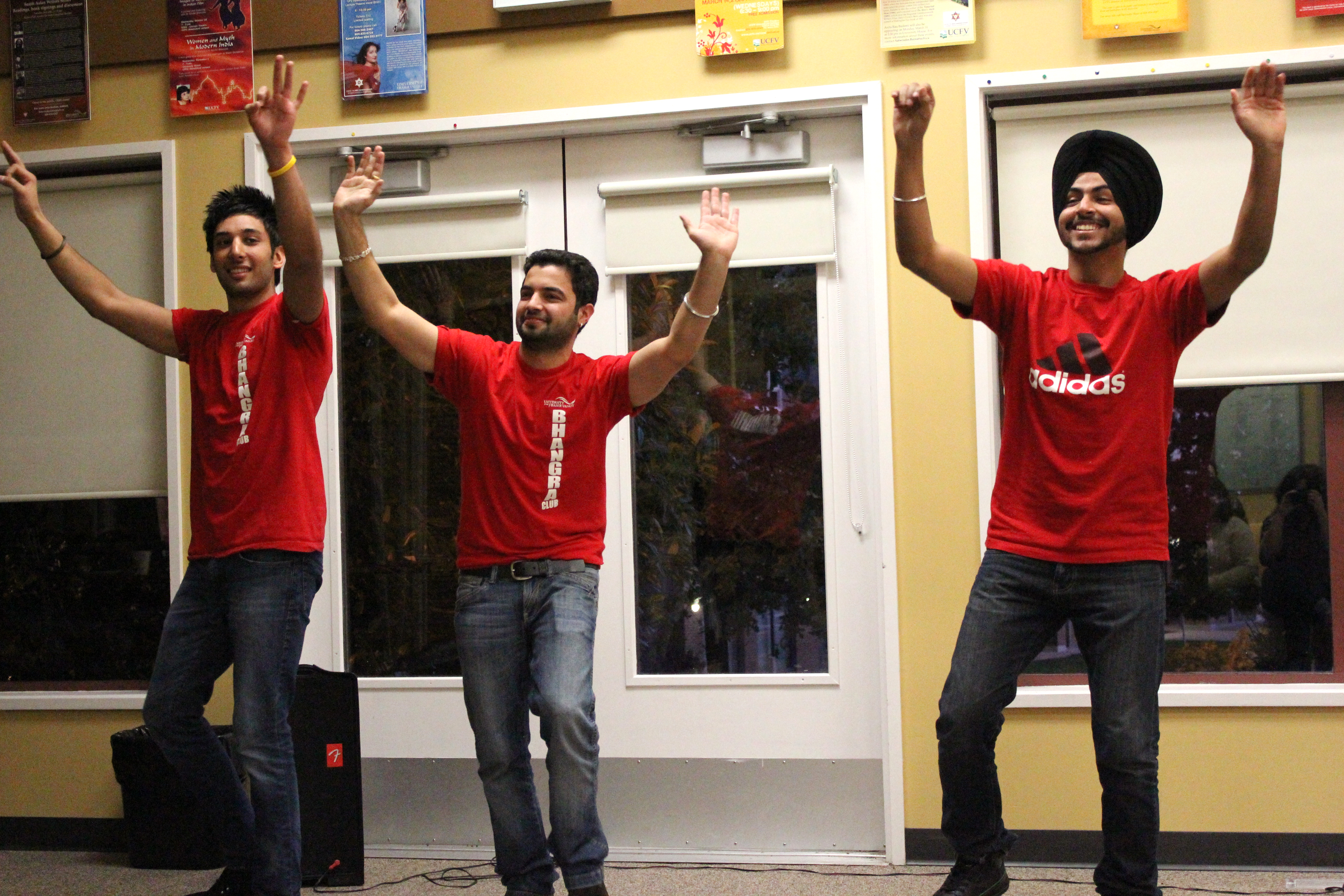
La position avec les deux mains au-dessus de la tête est une caractéristique du Bhangra

Le bhangra a toujours été populaire parmi des personnes d'origine panjâbî, tout autour du monde, mais le style a connu un renouveau et un regain d'intérêt à partir des années 1990. Les arrangements traditionnels intègrent dès lors souvent des styles musicaux contemporains. Dans cette période, le bhangra a été influencé par le reggae, le raï, la techno, la house music, le rap, le ragga et la jungle. En fait, ces synthèses sont souvent si réussies que le bhangra moderne - la plupart du temps en provenance du Royaume-Uni - est désormais réexporté vers l'Inde et aussi vers le Pakistan.

## Genre dérivé

### Bhangragga
Le bhangragga ou bhangramuffin est un terme désignant le genre musical incorporant des éléments de bhangra et de dancehall (ou ragga, abréviation du mot raggamuffin) créé par les producteurs asiatico-britanniques Simon et Diamond sur le premier album No Reservations (1993) d'Apache Indian. Le son est très riche en percussions — un vestige du bhangra — avec un rythme propulsif clairement conçu pour la danse. L'influence du dancehall se fait sentir par l'utilisation de musique préprogrammée, semblable aux riddims du dancehall. 